# Ronald A. Parise
Ronald Anthony Parise (* 24. Mai 1951 in Warren, Ohio, USA; † 9. Mai 2008 in Silver Spring, Maryland, USA) war ein US-amerikanischer Astronom. Er hat 1990 und 1995 als Nutzlastspezialist an Raumflügen des Space Shuttles teilgenommen, war jedoch kein Berufsastronaut der NASA.

## Leben
Parise erhielt 1973 einen Bachelor in Physik von der Youngstown State University. 1977 erhielt er einen Master und 1979 eine Promotion in Astronomie an der University of Florida. 
1979 kam Parise zur Firma Operations Research Inc. (ORI), wo er bereits an Projekten für die NASA beteiligt war. 1980 fing er bei Computer Sciences Corporation an und arbeitete dort im Programm für das Weltraumteleskop International Ultraviolet Explorer (IUE). 1981 begann er mit der Entwicklung eines neuen Spacelab-Experiments mit der Bezeichnung Ultraviolet Imaging Telescope (UIT). 
Parise war an zahlreichen astronomischen Forschungsprojekten beteiligt, die auf Daten von Erdobservatorien und den Weltraumteleskopen Orbiting Astronomical Observatory 3 (Copernikus),  International Ultraviolet Explorer (IUE) und dem ASTRO-Observatorium beruhten. Seine Forschungsschwerpunkte zur interstellaren Materie in Doppelsternsystemen und den Entwicklungsstatus von Sternen in Kugelsternhaufen wurden in zahlreichen Artikeln veröffentlicht. 

## Astronautentätigkeit
1984 wurde Parise von der NASA als Nutzlastspezialist für die neuen ASTRO-Missionen ausgewählt. Bei der NASA half er bei der Entwicklung und Auswertung der Ergebnisse dieser Missionen. Auch bei der Planung von Missionen zur Raumstation Mir, zur Internationalen Raumstation und für das X-38-Crew Return Vehicle war er beteiligt.

### STS-61-E
Parise hätte mit der Raumfähre Columbia im März 1986 zur ASTRO-1-Mission starten sollen. Nach der Challenger-Katastrophe wurde die Mission STS-61-E abgesagt und als STS-35 später geflogen. 

### STS-71-A
Die Mission STS-71-A mit der Raumfähre Atlantis hätte am 12. Januar 1987 die ASTRO-2-Spacelab-Mission ins All bringen sollen. Nach der Challenger-Katastrophe wurde der Flug abgesagt. Die Mannschaft hätte aus Jon McBride, Richard Richards, David Leestma, Jeffrey Hoffman, Robert Parker, Nutzlastspezialist Kenneth Nordsieck sowie einem der zwei weiteren Nutzlastspezialisten Samuel Durrance und Ronald Parise bestanden. Die Mission wurde als STS-35 später geflogen.

### STS-71-M
Diese Mission STS-71-M mit der Raumfähre Challenger hätte am 18. August 1987 die ASTRO-3-Spacelab-Mission ins All bringen sollen. Nach der Challenger-Katastrophe wurde der Flug abgesagt. Zur Mannschaft hätten auch Nutzlastspezialist Kenneth Nordsieck sowie einem der zwei weiteren Nutzlastspezialisten Samuel Durrance und Ronald Parise gehört. Die Mission wurde später nicht mehr geflogen.

### STS-35
Am 2. Dezember 1990 startete Parise als Nutzlastspezialist mit der Raumfähre Columbia ins All. Bei diesem Flug kam es zu Startverzögerungen, so dass das erste Mal in der Geschichte zwei Space Shuttles sich startbereit auf den Startrampen gegenüberstanden. Hauptziel der Mission waren astronomische Beobachtungen mit den Geräten der ASTRO-1-Plattform im Bereich der UV- und Röntgenstrahlen. Während der Mission gab es einige technische Probleme, so funktionierten zum Beispiel die Displays zum Ausrichten der ASTRO-1-Teleskope nicht. Die Teleskope mussten deshalb von der Erde aus gesteuert werden. Die wissenschaftlichen Ziele konnten aber trotzdem zu etwa 70 Prozent erreicht werden.

### STS-67
Auf seiner zweiten Weltraummission flog Parise am 2. März 1995 als Nutzlastspezialist mit dem Space Shuttle Endeavour ins All. Es war der zweite Flug des Astro-Observatoriums mit drei Ultra-Violett-Teleskopen an Bord. Der Flug dauerte über 16 Tage und endete mit der Landung am 18. März 1995 auf der Edwards Air Force Base in Kalifornien.

## Nach den Raumflügen
Nach seinen Raumflügen arbeitete er am Goddard Space Flight Center der NASA.

## Tod
Ronald Parise starb am 9. Mai 2008 an einem Gehirntumor. Er hinterließ seine Frau und zwei Kinder.